# Mathaf
Le Mathaf: Arab Museum of Modern Art (متحف : المتحف العربي للفن الحدي en arabe) est un musée d'art moderne et contemporain, ouvert en 2010 dans le quartier Education City (Doha, Qatar) pour accueillir une importante collection initiée par Sheikh Hassan. Placé sous l'autorité de la Qatar Museums Authority (QMA), présidée par Sheikha Al-Mayassa, le musée possède une collection d'art moderne et contemporain, et est actif dans les domaines éducatif et celui des expositions. 

## Historique
L'ouverture au public s'est faite le 30 décembre 2010, suite à une inauguration le 15 décembre de la même année,. Le bâtiment situé à Doha a été construit par l'architecte français Jean-François Bodin, sur la base d'une ancienne école de jeunes filles réaménagée,. Il permet de présenter sur 5 500 m2 une collection d'environ 6 000 oeuvres d'art, issues de pays arabes, et non d'art islamique, datant de 1840 à nos jours,.

## Collections et expositions
La collection a été principalement orientée vers le monde arabe, mais elle devient internationale. Le premier groupe d'œuvres a été collectionné par Sheikh Hassan qui en a fait don à l'État pour constituer les bases des Collections et permettre de les conserver dans les conditions de musées. Des acquisitions complémentaires ont été faites.

## Éducation
Le département éducatif est le plus important depuis le lancement du musée, et crée des animations spécifiques vers les jeunes,,.

## Centre de recherche et bibliothèque
La bibliothèque de recherche est spécialisée en art contemporain et moderne. Le musée publie une encyclopédie académique sour le titre Encyclopédie d'art moderne et du monde arabe (Mathaf Encyclopedia of Modern Art and the Arab World).